# AN/SPS-40
AN/SPS-40は、ウェスティングハウス・エレクトリック社が開発した2次元レーダー。
同社が先行して開発したAN/SPS-31の派生型として開発された。E-2早期警戒機の機上レーダーの艦載版というべき性能を備えており、アメリカ海軍などにおいて、主として対空捜索レーダーとして用いられている。
後継機種としてAN/SPS-49が開発・配備されており、本機種搭載艦の一部でもNTU改装を受けた艦においてはこれに更新された。

## 搭載艦
アメリカ海軍
- ミサイル嚮導駆逐艦/ミサイル巡洋艦
  - リーヒ級ミサイル巡洋艦
    - 原子力ミサイル巡洋艦「ベインブリッジ」

  - ベルナップ級ミサイル巡洋艦
    - 原子力ミサイル巡洋艦「トラクスタン」

  - カリフォルニア級原子力ミサイル巡洋艦
  - バージニア級原子力ミサイル巡洋艦
- 駆逐艦/ミサイル駆逐艦
  - アレン・M・サムナー級駆逐艦[注釈 1]
  - ギアリング級駆逐艦[注釈 1]
  - フォレスト・シャーマン級駆逐艦
  - チャールズ・F・アダムズ級ミサイル駆逐艦（後期建造艦）
    -  リュッチェンス級駆逐艦
    -  パース級駆逐艦

  - スプルーアンス級駆逐艦
- 護衛駆逐艦/フリゲート
  - ブロンシュタイン級フリゲート
  - ガーシア級フリゲート
  - ノックス級フリゲート
- 強襲揚陸艦
  - イオー・ジマ級強襲揚陸艦
  - タラワ級強襲揚陸艦
- ドック型揚陸艦/ドック型輸送揚陸艦
  - アンカレッジ級ドック型揚陸艦
  - ローリー級ドック型輸送揚陸艦
  - オースティン級ドック型輸送揚陸艦
  - クリーブランド級ドック型輸送揚陸艦
  - トレントン級ドック型輸送揚陸艦
- 補給艦
  - サクラメント級高速戦闘支援艦（1・2番艦のみ）

 アメリカ沿岸警備隊
- 「アレックス・ヘイリー」
- ハミルトン級カッター

 海上自衛隊
- 訓練支援艦「あづま」

 サウジアラビア海軍
- バドル級コルベット

 スペイン海軍
- ロヘル・デ・ラウリア級駆逐艦